# Akasha-Chronik
Akasha-Chronik bezeichnet in Teilen der Esoterik, vor allem in der modernen oder anglo-indischen Theosophie und in der Anthroposophie, die deterministische Vorstellung von einem übersinnlichen „Buch des Lebens“, das in immaterieller Form ein allumfassendes Weltgedächtnis enthält. Es existieren auch ältere Vorstellungen eines solchen „Weltgedächtnisses“ (so im Neuplatonismus, in der christlichen Überlieferung und in der vor-modernen Esoterik), der Begriff „Akasha-Chronik“ (engl. akashic records) ist in dieser Form jedoch modern-theosophischen Ursprungs. Im deutschen Sprachraum wurde er vor allem durch Rudolf Steiner geläufig. Esoteriker wie Steiner nahmen für sich in Anspruch, in der Akasha-Chronik „lesen“ zu können.

## Etymologie
Der Begriff Akasha (Sanskrit: आकाश ākāśa, auch akascha, akasa und akaça; Pāḷi: ākāsa) steht für Himmel, Raum oder Äther; in der hinduistischen Philosophie und im Ayurveda bezeichnet Akasha (‚Äther‘) neben Prithivi (‚Erde‘), Vata (‚Luft‘), Agni (‚Feuer‘) und Ap (‚Wasser‘) eines der fünf Elemente (vgl. Vaisheshika). Im Buddhismus findet sich ākāsa als Bezeichnung für den begrenzten Raum (ākāsa-dhātu) oder unbegrenzten Raum (ajatākāsa).

## Begriffsgeschichte
Die Vorstellung eines Weltgedächtnisses hat in Europa eine lange Tradition und findet sich etwa bei Plotin (ca. 205–270), Marsilio Ficino (1433–1499) und Paracelsus (1493–1541) sowie in Ansätzen auch bei Agrippa von Nettesheim (1486–1535), Éliphas Lévi (1810–1875) und Eduard von Hartmann (1842–1906). Laut dem Indologen und Religionswissenschaftler Helmuth von Glasenapp ist sie originär abendländischen Ursprungs und ungeachtet der Verwendung des Sanskrit-Wortes akasha dem traditionellen indischen Denken fremd.
Helena Petrovna Blavatsky (1831–1891), die Begründerin der modernen Theosophie, sprach im ersten Band ihres 1877 erschienenen Werks Isis Unveiled (Isis entschleiert) von „metaphysischen Tafeln“, „Daguerreotypen, auf dem Astrallicht gedruckt“, in die Aufzeichnungen „von allem was war, ist oder je sein wird“ eingeprägt seien und die „dem Auge des Sehers und Propheten als ein lebendes Bild hingestellt“ würden.
Die Verwendung der Bezeichnung „Akasha-Chronik“ (akashic records) ist erstmals nachgewiesen bei dem Theosophen Charles W. Leadbeater (1847–1934) in seiner 1899 publizierten Schrift Clairvoyance. Unter anderen Bezeichnungen (etwa „Astralprojektionen“ oder „Astralvisionen“) waren Zugriffe auf ein imaginiertes Weltgedächtnis seit dem späten 19. Jahrhundert in der Theosophischen Gesellschaft und in ihrem Umfeld (Hermetic Order of the Golden Dawn) ein beliebter Gegenstand esoterischer Lehren.

## Anthroposophie
Rudolf Steiner (1861–1925), damals Leiter der deutschen Sektion der Theosophischen Gesellschaft Adyar, verwendete den Begriff hauptsächlich in der zwischen 1904 und 1908 erschienenen Aufsatzserie Aus der Akasha-Chronik. Die damit verbundene Vorstellung, vergangene Ereignisse übersinnlich wahrnehmen zu können, blieb auch später wesentlich für sein Denken, etwa als „nach rückwärts gerichtete[r] hellseherische[r] Blick“. Das Berichten einiger faktischer Details betrachtete er als eine ergänzende Art dessen, was sich aus der „Akasha-Chronik-Forschung“ ergeben habe. Vorrangig ging es ihm nicht um „äußere tatsächliche Geschichte“, sondern um das „Übersinnliche“ selbst. So wollte er in Aus der Akasha-Chronik eine Art Geschichte der Seele schreiben, und er beanspruchte, die innere Wahrheit („Geist-Erkenntnis“) des Christentums geschaut zu haben. Die Inspiration der Bibel verstand er so, „dass sie jemand geschrieben haben muss, der auch in die Akasha-Chronik zu schauen vermag.“
Das „Lesen“ in der Akasha-Chronik setzt nach Steiner einen Aufstieg in die Sphäre der „Intuition“ voraus – bei Steiner die höchste von drei Stufen der übersinnlichen Erkenntnis. Es umfasst Erinnerungen an frühere Inkarnationen und bedeutet ein Sich-Hineinversetzen in ein „Bewusstsein, das über das eines einzelnen Menschen hinausgeht“. Anknüpfend an frühere Formen kollektiver Erinnerung könne so ein biografisches Gedächtnis zu einem Menschheitsgedächtnis erweitert werden. Dies werde „zur Möglichkeit, den der Menschheitsgeschichte zugrunde liegenden Entwicklungsimpuls zu verstehen“ und Verantwortung für die zukünftige globale Entwicklung zu übernehmen.
Steiners Berichte sind der anthroposophischen Auffassung zufolge allgemeinverständliche Schilderungen einer – erst nach meditativer Schulung zugänglichen – übersinnlichen Realität. In seinen Schriften Wie erlangt man Erkenntnisse höherer Welten (1904) oder Die Geheimwissenschaft im Umriss (1910) erhob Steiner den Anspruch, diesen Erkenntnisweg prinzipiell jedermann zugänglich machen zu können.

## Sonstige Verwendung
Neben Leadbeater gaben weitere englischsprachige Theosophen an, in der Akasha-Chronik lesen zu können, darunter Levi H. Dowling (1844–1911), Annie Besant (1847–1933) und Alice Bailey (1880–1949). Weitere einflussreiche „Leser“ der Chronik waren der Rosenkreuzer Max Heindel (1865–1919) und der „schlafende Prophet“ Edgar Cayce (1877–1945). Auch im New Age wurde die Bezeichnung „Akasha-Chronik“ öfters aufgegriffen, so von Shirley MacLaine in Out on a Limb (1983), von Janet und Stewart Farrar in The Witches' Way (1984), von Marian Green in Experiments in Aquarian Magic (1985) und von Henry Reed in Edgar Cayce on Mysteries of the Mind (1989). Neuere Interpreten sind Penny McLean und Ulla von Bernus.
Im Englischen sind heute viele Bücher auf dem Markt, die Informationen aus der Akasha-Chronik anbieten oder Anleitungen bereitstellen wollen, um selber in dieser Chronik zu lesen. Im Gegensatz zur hauptsächlichen traditionellen Begriffsverwendung, etwa bei Steiner, wird das „Lesen“ in der Akasha-Chronik bei heutigen Esoterikern auch auf die Zukunft bezogen, etwa zur Begründung von Wahrsagen oder als Hintergrund indischer Palmblattbibliotheken, in denen die Lebensgeschichten all ihrer zukünftigen Besucher aufbewahrt sein sollen.

## Kritische Einordnung
Nach der Auffassung des Religionswissenschaftlers Hartmut Zinser sind vermeintliche Erkenntnisse über die und aus der Akasha-Chronik Glaubensaussagen im religiösen Sinn, deren Glaubenscharakter aber geleugnet werde, indem diese als objektive Tatsachen ausgegeben werden. Damit unterlägen Esoteriker wie Rudolf Steiner „einem der erkenntnistheoretischen Grundfehler des modernen Okkultismus: nicht, jedenfalls nicht hinreichend, zwischen Wahrnehmung (hier: den Seelenerlebnissen) und Deutung (als übersinnliche Welt) zu unterscheiden.“
Laut Rudolf Steiners Lesungen in der Akasha-Chronik habe es bereits im Jahre 7227 v. Chr. eine „urindische Kulturepoche“ gegeben, die ab 5067 v. Chr. von einer „urpersischen Kulturepoche“ und ab 2907 v. Chr. von einer „ägyptisch-chaldäischen Kulturepoche“ abgelöst worden sein soll. Die Religionswissenschaftlerin Julia Iwersen hält diese Zusammenfassung für unrealistisch, da die Kulturentwicklungen in Ägypten und Mesopotamien sehr unterschiedlich waren und es keine Nachweise für Hochkulturen vor 3000 v. Chr. gibt. Die von Steiner propagierte „urindische Kulturepoche“ hält Iwersen für eine Verlegenheitslösung Steiners, der sein Geschichtsbild von Blavatskys Angaben aus den Stanzen des Dzyan übernommen hatte, weil Blavatsky in ihren Schriften im Laufe der Zeit den Ursprungsort der esoterischen Weisheit von Ägypten nach Indien verlegt hatte.
Des Weiteren bemängeln Kritiker, dass viele Behauptungen bereits bei hermeneutischer Textanalyse Widersprüche aufweisen oder mit dem gesicherten Stand entsprechender Fachwissenschaften unvereinbar seien. Levi H. Dowling etwa leitete aus der Akasha-Chronik unplausible Aussagen über Jesus Christus ab: er soll ausgedehnte Reisen getätigt haben, über die sowohl nach historisch-kritischer Exegese als auch allgemeiner Geschichtswissenschaft nichts bekannt ist. Somit könne der Wert derartiger Publikationen nur an ihrer poetischen Leistung, nicht aber an ihrem Realitätsgehalt gemessen werden.